# Basanal, Indi
Basanal là một làng thuộc tehsil Indi, huyện Bijapur, bang Karnataka, Ấn Độ.